# Smoke Gets in Your Eyes (Mad Men)
"Smoke Gets in Your Eyes" é o primeiro episódio da primeira temporada da série dramática Mad Men. Ele foi ao ar pela primeira vez nos Estados Unidos no dia 19 de julho de 2007 pela AMC. "Smoke Gets in Your Eyes" foi escrito pelo criador e produtor executivo da série Matthew Weiner e dirigido por Alan Taylor. O episódio se passa em março de 1960 na cidade de Nova Iorque, onde o renomado publicitário Don Draper luta para criar uma campanha para a companhia de cigarros Lucky Strike. Em sua vida pessoal, Draper, apesar de casado com Betty Draper, tem um caso com a pintora Midge Daniels. Enquanto isso, Peggy Olson, em seu primeiro dia como a nova secretária de Draper, é instruída pela gerente do escritório Joan Halloway, antes de ter uma recepção hostil por parte de seus colegas. O executivo júnior Pete Campbell acaba gostando de Olson, indo perseguir uma relação com ela.
Weiner criou o roteiro em 2000 enquanto trabalhava como roteirista na série Becker. Antes de escrever o roteiro, ele estudou a literatura e o cinema norte-americano das décadas de 1950 e 1960 para conhecer melhor a cultura da época. O roteiro foi enviado para David Chase, que acabou chamando Weiner para trabalhar em The Sopranos. Weiner arquivou o projeto por sete anos para se focar no programa; seu interesse em Mad Men não voltou até o fim da última temporada de The Sopranos. "Smoke Gets in Your Eyes" teve um orçamento de US$ 3 milhões, com as filmagens ocorrendo em Nova Iorque e Los Angeles.
De acordo com a Nielsen Media Research, o episódio teve 1.4 milhões de telespectadores. "Smoke Gets in Your Eyes" foi bem recebido pela crítica, que elogiou a exatidão histórica da série e o desenvolvimento dos personagens.

## Enredo
Don Draper, diretor criativo da agência publicitária Sterling Cooper, pergunta a um garçom em um bar qual cigarro o homem fuma, querendo ter uma melhor ideia da percepção pública da Lucky Strike. O garçom afirmar preferir fumar cigarros Old Gold. Mais tarde, Draper discute com sua amante Midge Daniels sobre sua reunião com os executivos da Lucky Strike. No dia seguinte, Salvatore Romano lhe mostra um rascunho inicial de uma nova propaganda para a Lucky Strike. A Dra. Greta Guttman, pesquisadora médica da Sterling Cooper, envia uma pesquisa a Draper revelando que parte da população fuma por desejar a morte. Indiferente com os resultados, ele joga a pesquisa no lixo.
A próxima reunião de Draper envolve Rachel Menken, dona de uma loja de departamentos. Apesar de Menken querer que sua loja seja tão renomada quanto a Chanel, Draper sugere que ela distribua cupons para as donas de casa. Menken crítica sua retórica sexista e antissemita, fazendo com que Draper saia da sala furioso. Enquanto isso, os executivos da Lucky Strike chegam na agência. Draper se junta a Roger Sterling, presidente da Streling Cooper, para recepcioná-los. Na reunião, os executivos oferecem poucas propostas acerca do futuro da companhia, fazendo com que Pete Campbell intervenha citando a pesquisa de Guttman. Chocados, os executivos da Lucky Strike começam a se retirar. Em uma última tentativa, Draper afirma: "Publicidade é baseado em um coisa: felicidade. Os cigarros de todos os outros são venenosos, mas a Lucky Strike é tostada". Os executivos ficam impressionados com suas ideias. Depois da reunião, Streling diz para Draper reconsiderar a propaganda para o candidato a presidência Richard Nixon.

## Produção

### Criação
Matthew Weiner escreveu o roteiro de "Smoke Gets in Your Eyes" em 2000, enquanto ainda trabalhava como roteirista da série Becker. O primeiro rascunho do episódio foi escrito como um roteiro especulativo chamado The Division. Dois anos depois, Weiner enviou o roteiro para David Chase, criador da série The Sopranos, apesar dos agentes de Weiner terem insistido para que ele não fizesse isso. Chase gostou do roteiro e o chamou para trabalhar em The Sopranos. "Era aquilo que você sempre espera ver", ele lembra, "Era vívido e tinha algo novo para dizer. Aqui estava alguém que havia escrito uma história sobre publicidade nos anos 1960, e estava olhando para a recente história americana através daquele prisma". Weiner arquivou o roteiro nos sete anos seguintes para se focar em The Sopranos. A HBO e a Showtime não se interessaram no roteiro até o começo da última temporada de The Sopranos. Nesse tempo, a AMC começou a olhar o mercado televisivo para encontrar novos programas. "A emissora estava procurando uma distinção ao lançar sua primeira série original", de acordo com Ed Carroll, presidente da AMC Networks, "e apostamos que qualidade venceria as fórmulas de apelo popular".
Antes de escrever o episódio piloto, Weiner estudou a cultura norte-americana das décadas de 1950 e 1960, analisando trabalhos literários como The Feminine Mystique e Sex and the Single Girl, enquanto assistia a filmes como The Apartment e A Guide for the Married Man. Ele continuou seus esforços quando o conceito da série começou a se materializar, recebendo uma cópia do romance Revolutionary Road vinda dos executivos da AMC. Weiner discutiu o visual de Mad Men com o diretor de arte Bob Shaw e o diretor de fotografia Phil Abraham, com quem Weiner já havia trabalhado em The Sopranos. Abraham queria estabelecer uma abordagem genuína ao mostrar a sociedade da década de 1960, ao invés de "simplesmente fazer referência ao período como visto nos filmes da época"; "Conversamos não apenas sobre fazer referência ao período como visto nos filmes da época. Queríamos ser mais genuínos do que aquilo. Filmes foram uma influência" Ao invocar a exatidão histórica em coisas como a arquitetura e o desenho gráfico, Abraham se inspirou nos prédios projetados pela firma de arquitetura Skidmore, Owings and Merrill. Ele disse, "Percebemos que em todos os desenhos de prédios contemporâneos da Skidmore, Owings and Merrill, o teto – a rede de luzes – era um elemento gráfico forte em todos os espaços comerciais. Em um desenho que amamos, todo o teto era como uma caixa de luz. Era uma época de alto modernismo, e abraçamos a ideia de apresentar o mundo daquela maneira. Eram novos espaços de trabalho – lustrosos, não abafados.

### Seleção de elenco

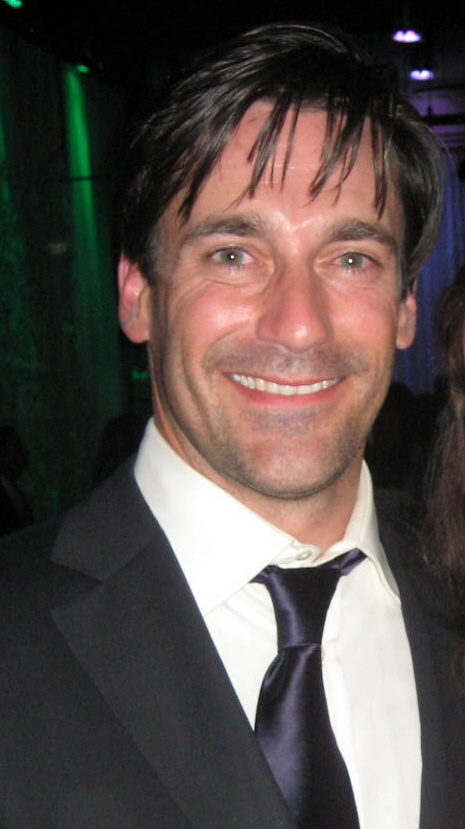
Jon Hamm foi escolhido para interpretar Don Draper dentre outros oitenta candidatos.

Jon Hamm conseguiu o papel de Don Draper, o personagem principal da série. Hamm, que era desconhecido na época, competiu contra outros oitenta candidatos no processo de testes. Weiner afirmou que Hamm interpretou precisamente o personagem, dizendo que ele era "a única pessoa que realmente tinha a exelente mistura de empatia, masculinidade e inteligência. Tanto Don quanto Jon tem uma vida interior. Contanto que você tenha essa profundidade em um ser humano, as pessoas vão torcer por ele [...] Jon saiu da sala e eu disse, 'Aquele cara já viveu'". Hamm admitiu achar ter uma desvantagem considerável em relação a seus competidores, e inicialmente achou que Thomas Jane ficaria com o papel. "Eu comecei, literalmente, bem lá em baixo", ele disse, "Ninguém sabia quem eu era. Os diretores de elenco não sabiam quem eu era. Eu não estava na lista de ninguém. Mas o engraçado foi, eu acho que eles ofereceram o papel para Thomas Jane, e receberam a resposta que Thomas Jane não faz televisão". Hamm fez sete testes, com o último acontecendo Hotel Gansevoort em Nova Iorque. "Quando estávamos descendo pelo elevador, a mulher encarregada da decisão do processo de seleção disse, 'Você conseguiu o papel'".
John Slattery, que mais tarde foi escolhido para interpretar Roger Sterling, originalmente fez teste para Don Draper. Slattery achou que Draper era o personagem mais atrativo do programa, e ficou desapontado ao descobrir o curto tempo em tela de Sterling. Ele lembra, "Eu realmente preparei a coisa, fui lá, trabalhei duro e li para Don e eles me deram alguns ajustes e eu fui e fiz de novo. E então eles meio que disseram, 'Bem, veja, é o seguinte. Temos um cara. A razão pela qual pedimos para você vir e ler para Draper é porque achamos que você não viria para ler Roger porque não há muito de Roger no roteiro'". Durante a produção de "Smoke Gets in Your Eyes", Slattery admitiu estar inseguro sobre continuar em Mad Men. "Eu estava um pouco em cima do muro, mesmo durante as filmagens. Eu acho que Matt [Weiner] finalmente disse, 'Veja cara, não estamos brincando com você. Estamos falando sério sobre isso e eu realmente pensei no assunto. Prometo a você que este será um grande personagem e que será uma parte importante do programa'".
Os produtores de Mad Men ofereceram o papel de Betty Draper, esposa de Don Draper, a January Jones. Jones a interpretou de modo que o público conseguisse ver seu lado sombrio. Ela originalmente fez teste para o papel de Peggy Olson, que mais tarde foi entregue a Elisabeth Moss. "Ficou entre Elizabeth Moss e eu, e ela é obviamente mais adequada, porém Matthew disse, 'Sabe, tem esse outro papel, da esposa'". Jones assinou um contrato de sete anos, apesar de seu personagem ter apenas duas falas em "Smoke Gets in Your Eyes". Weiner adaptou o roteiro para acomodar os desejos da atriz. Christina Hendricks foi trazida para interpretar Joan Halloway, a gerente do escritório e secretária chefe da Sterling Cooper. Apesar de Hendricks anteriormente ter feito aparições recorrentes em ER antes da série, ela atuava pouco. O agente de Hendricks pediu para ela não participar do projeto. "Ele me disse, 'a AMC [...] não tem outros programas grandes – por que você faria isso se pode aceitar fazer algo que é uma aposta mais segura?' Eu disse, 'Olhe, já escolhi a que era a melhor aposta no passado – vamos com o roteiro bom dessa vez'".
"Smoke Gets in Your Eyes" também tem as aparições especiais de vários atores e atrizes, incluindo Rosemarie DeWitt, Maggie Siff e Bryan Batt. DeWitt recebeu o papel recorrente da amante de Don, Midge, aparecendo em seis episódios. Ele inicialmente se sentiu deslocada enquanto interpretava a personagem, "Eles estavam no fim da seleção, e ainda não haviam encontrado a Midge certa. Originalmente eles tinham uma cena em que ela abre a porta usando um kimono vermelho, e lembro-me de pensar 'Não sou assim', então eu não sabia se era certa para o papel". Antes de atuar trabalhar em Mad Men, Siff havia trabalhado principalmente no teatro.